# Elezioni nella Chiesa di Svezia

Lo stemma della Chiesa di Svezia.

Le elezioni nella Chiesa di Svezia si svolgono a vari livelli a partire dal 2000, cioè da quando essa non è più la religione di Stato ufficiale e ha modificato parzialmente i suoi rapporti con lo Stato stesso.
Ad oggi (2025) si sono tenute 6 elezioni nazionali (più quelle locali) di cui l'ultima è stata nel settembre 2021. Le prossime elezioni nazionali per la Dieta della Chiesa di Svezia si dovrebbero tenere il 21 settembre 2025.

## Descrizione

### Regole elettorali
Le elezioni si svolgono per i seguenti organi:
- Kyrkofullmäktige, l'organo a livello locale più importante;
- Stiftsfullmäktige, l'organo a livello regionale più importante;
- Kyrkomötet, l'organo più importante a livello nazionale.

Sono elettori della Chiesa di Svezia tutti i membri della Chiesa stessa che abbiano compiuto i 16 anni e siano residenti in Svezia.
Le elezioni si svolgono ogni 4 anni (fino ad oggi sempre l'anno prima delle elezioni legislative, venendo viste come un interessante test da parte dei partiti politici) e sono regolate da un meccanismo di assegnazione dei seggi proporzionale.

### Risultati nazionali

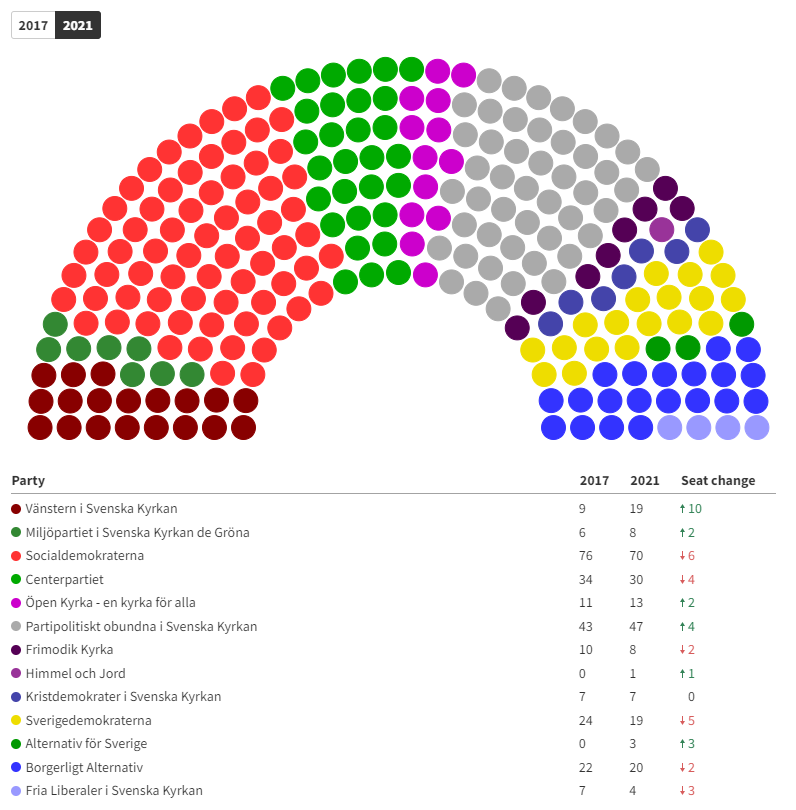
Risultati delle elezioni del 2021.

Seguono i risultati nelle elezioni per la Dieta nazionale (Kyrkomötet):
| Lista elettorale ("nomineringsgrupp")                      | Elezioni | Elezioni | Elezioni | Elezioni | Elezioni | Elezioni |
| Lista elettorale ("nomineringsgrupp")                      | 2001     | 2005     | 2009     | 2013     | 2017     | 2021     |
| ---------------------------------------------------------- | -------- | -------- | -------- | -------- | -------- | -------- |
| Alternativ för Sverige (AfS)                               | –        | –        | –        | –        | –        | 3        |
| Arbetarepartiet-Socialdemokraterna (S)                     | 74       | 71       | 71       | 73       | 76       | 70       |
| Borgerligt alternativ (BA)                                 | 48       | 45       | 41       | 31       | 22       | 20       |
| Centerpartiet (C)                                          | 43       | 41       | 34       | 30       | 34       | 30       |
| Fria liberaler i Svenska kyrkan (FiSK) (*)                 | 15       | 15       | 13       | 8        | 7        | 4        |
| Frimodig kyrka (FK)                                        | –        | 7        | 13       | 12       | 10       | 8        |
| Gabriel (G)                                                | 1        | 1        | –        | –        | –        | –        |
| Himmel och Jord (HoJ)                                      | –        | –        | –        | –        | –        | 1        |
| Kristdemokrater för en levande kyrka (KR)                  | 24       | 17       | 18       | 12       | 7        | 7        |
| Kyrklig samverkan i Visby stift (KSV)                      | 1        | 1        | 1        | 1        | 0        | 0        |
| Miljöpartister i Svenska kyrkan (MPSK)                     | –        | 4        | 8        | 12       | 6        | 8        |
| Partipolitiskt obundna i Svenska kyrkan (POSK)             | 36       | 34       | 33       | 38       | 43       | 47       |
| Seniorpartiet (SPI)                                        | –        | 1        | 1        | 0        | –        | –        |
| Sverigedemokraterna (SD)                                   | 2        | 4        | 7        | 15       | 24       | 19       |
| Vänstern i Svenska kyrkan (ViSK)                           | 4        | 3        | 3        | 6        | 9        | 19       |
| Öppen kyrka – en kyrka för alla (ÖKA)                      | 3        | 7        | 8        | 11       | 11       | 13       |
| Totale                                                     | 251      | 251      | 251      | 249      | 249      | 249      |
| Svenska kyrkan i utlandet (seggi per i votanti all'estero) | –        | –        | –        | 2        | 2        | 2        |

(*) Il gruppo FiSK in realtà non è ufficialmente affiliato al Partito Liberale svedese (il quale scelse a un certo punto di non avere più una sua lista ufficiale), ma di fatto è composto da persone provenienti da tale partito.